# Ore wa Teppei
Ore wa Teppei (おれは鉄兵 lit. Yo soy Teppei?) es una serie de manga escrita e ilustrada por Tetsuya Chiba. Fue serializada en la revista Weekly Shonen Magazine de Kōdansha por casi ocho años, desde 1973 a 1980. En 1977, el manga fue adaptado a una serie de anime por el estudio Nippon Animation, finalizando el 27 de marzo de 1978 con un total de veintiocho episodios. El manga también ha recibido el Kodansha Cultural Children's Award en 1976.

## Argumento
Durante los últimos años, el joven Teppei Uesugi y su padre han estado viviendo en el bosque en busca de un tesoro enterrado. Puesto que no ha sido un miembro de la sociedad civilizada durante mucho tiempo, Teppei actúa de manera salvaje y carece de modales. Un día, el tío de Teppei lo encuentra y éste descubre que realmente proviene de una familia muy prestigiosa, además de tener cinco hermanos. Por primera vez en su vida, tendrá que asistir a la escuela y vivir bajo las reglas de su abuela. ¿Podrá Teppei adaptarse a su nuevo entorno?

## Personajes
Teppei Uesugi (上杉 鉄兵 Uesugi Teppei?)
Voz por: Masako Nozawa
Es el personaje principal de la historia. Es un enérgico muchacho que fue criado en una montaña por su padre, careciendo de modales y poseedor de un ímpetu libre e imposible de contener. Su vida da un giro drástico cuando se entera de que proviene de una familia acomodada, es llevado a la ciudad y posteriormente es inscrito en una escuela secundaria por primera vez. A pesar de su comportamiento excéntrico y de ser una fuente constante de problemas, pronto es reconocido por su talento en los deportes -especialmente en el kendō- y se convierte en el héroe de la escuela.
Hiromi Uesugi (上杉 広美 Uesugi Hiromi?)
Voz por: Masao Imanishi
El padre de Teppei. Solía ser un funcionario del gobierno que trabajaba en un sector del Ministerio de Finanzas. Abandonó su hogar con Teppei por aproximadamente doce años (sin saberlo, Teppei se había escabullido dentro en su equipaje), tiempo que pasó excavando en busca de oro enterrado en varios lugares. Después de ser traído nuevamente a la ciudad, consigue un trabajo estable y aún sale a excavar.
Shinobu Uesugi (上杉 忍 Uesugi Shinobu?)
Voz por: Akiko Tsuboi
Es la madre de Teppei y esposa de Hiromi. Amable, hermosa e inteligente, ama a sus seis hijos por igual, incluyendo a Teppei. Se desmayó al ver el pobre comportamiento de Teppei cuando se reunieron luego de doce años, viendo su falta de educación como una vergüenza para un hombre de la familia Uesugi. En el anime, su nombre es cambiado por otro.
Tae Uesugi (上杉 妙 Uesugi Tae?)
Voz por: Hisako Kyōda
En la abuela de Teppei y madre de Hiromi. En una persona muy estricta que se propone a disciplinar a su nieto. A pesar de ser considerablemente anciana, ha demostrado ser bastante fuerte, puesto que ha llegado a luchar con Teppei utilizando una katana, una herencia familiar. Tae también fue la primera persona de la familia en entender a Teppei.
Yoshioka (吉岡?)
Voz por: Shōzō Iizuka
Es el capitán del club de kendō. Su característica más notable en su enorme mentón y su personalidad coaxial. A pesar de estar inscrito en el club de kendō no es muy fuerte, pero es lo suficientemente influyente como para quedar el segundo lugar en el torneo de la ciudad.
Profesor Ishiwata (石渡先生 Ishiwata-sensei?)
Es el profesor de matemáticas de la escuela Higashidaitera y consejero del club de kendō. Es un hombre de mediana edad, cinturón negro en kendō, que se enorgullece de su fuerza. Considera a Teppei como un niño problemático, sin embargo, reconoce sus habilidades en el kendō. Es apodado por los estudiantes como "Kabatcho".
Gōnda Tsugawa Tamura (田村・津川・権田 Tamura Tsugawa Gōnda?)
Es un estudiante de la escuela Higashidaitera y amigo de Teppei. Fue incorporado a la escuela al mismo tiempo que Teppei y se convierte en su compañero de habitación. Gōnda es un estudiante algo mediocre y sensible, inicialmente mostrándose desconcertado ante la naturaleza poco convencional de Teppei. Sin embargo, ambos llegan a comprenderse el uno al otro.
Yoshiyuki (吉行?)
Voz por: Tōru Furuya

## Media

### Anime

#### Lista de episodios
| #  | Título | Estreno                  |
| -- | --- | ------------------------ |
| 1  | «Un chico misterioso» «Nazono gaki taish» (なぞのガキ大将)                                                 | 12 de septiembre de 1977 |
| 2  | «El secreto del padre y del hijo» «Chichi to ko no himitsu» (父と子の秘密)                                 | 19 de septiembre de 1977 |
| 3  | «Dinamita y oro enterrado» «Dainamaito to maizō» (ダイナマイトと埋蔵金)                                    | 26 de septiembre de 1977 |
| 4  | «Batalla en los jardines de la escuela» «No ki gakuen no taiketsu» (樅ノ木学園の対決)                      | 3 de octubre de 1977     |
| 5  | «Adiós a mi ciudad» «Saraba mei izumi no machi» (さらば明泉の町)                                           | 10 de octubre de 1977    |
| 6  | «Reunión luego de doce años» «Ni nenme no saikai» (十二年目の再開)                                         | 17 de octubre de 1977    |
| 7  | «El espíritu del clan Uesugi» «Uesugi-ka no bōrei» (上杉家の亡霊)                                          | 24 de octubre de 1977    |
| 8  | «La táctica» «Ikuze tomato tsurugi» (いくぜトマト剣法)                                                     | 21 de octubre de 1977    |
| 9  | «La escuela es mi campo de juego» «Gakkō wa ore no asobiba» (学校はおれの遊び場)                           | 7 de noviembre de 1977   |
| 10 | «Rabia de lágrimas y felicidad» «Naite ureshī dai abare» (泣いてうれしい大暴れ)                            | 14 de noviembre de 1977  |
| 11 | «El movimiento del Kiraware» «Undō-bu no kiraware-sha» (運動部のきらわれ者)                                | 21 de noviembre de 1977  |
| 12 | «Lo que me gusta planchar» «Shigoki tte tanoshī ne» (しごきって楽しいね)                                   | 28 de noviembre de 1977  |
| 13 | «Un poco de amor de Tokio» «Chīsana koibito Jōkyō su» (小さな恋人上京す)                                   | 5 de diciembre de 1977   |
| 14 | «Después de los tres partidos de la escuela» «Hōkago sanbonshōbu» (泣いてうれしい大暴れ)                   | 12 de diciembre de 1977  |
| 15 | «Si dejo una pelea» «Kenkanara makasete yo» (けんかならまかせてよ)                                         | 19 de diciembre de 1977  |
| 16 | «La lucha de esgrima» «Yatta ze kenka kenpō» (やったぜけんか剣法)                                          | 26 de diciembre de 1977  |
| 17 | «No más señales» «Sain wa mō takusan» (サインはもうたくさん)                                               | 9 de enero de 1978       |
| 18 | «Renunció al club de kendō» «Yamete tamaru ka kendō-bu» (やめてたまるか剣道部)                             | 16 de enero de 1978      |
| 19 | «Dejar enfriar a la piedra, abuelo» «Ikasu ze Sone jī-chan» (いかすぜ曽根じいちゃん)                       | 23 de enero de 1978      |
| 20 | «Eiyattou Kawaiko, ¡bien!» «Kawaiko chanto eiyattou!!» (カワイコちゃんとエイヤットウ!!)                    | 30 de enero de 1978      |
| 21 | «La estrategia de salida de Big Daddy» «Oyaji no dasshutsu dai sakusen» (オヤジの脱出大作戦)               | 6 de febrero de 1978     |
| 22 | «El retorno de Rowdy» «Kaettekita abarenbō» (帰ってきた暴れん坊)                                           | 13 de febrero de 1978    |
| 23 | «¡Que campamento divertido!» «Gasshuku tte tanoshī na!» (合宿って楽しいな!)                                | 20 de febrero de 1978    |
| 24 | «¡Hago todo lo posible para comer bolas de arroz!» «Onigiri kutte ganbarou!» (おにぎり食ってがんばろう!)   | 27 de febrero de 1978    |
| 25 | «¡Un momento, estoy vivo!» «Dokkoi, iki teru ze!» (どっこい,生きてるぜ!)                                   | 6 de marzo de 1978       |
| 26 | «¡Juego de combate!» «Taikōjiai wa moratta!» (対抗試合はもらった!)                                         | 13 de marzo de 1978      |
| 27 | «En Oshimakure» «Happōyabure de oshimakure» (八方破れでおしまくれ)                                         | 20 de marzo de 1978      |
| 28 | «¡Esgrima de libélula! ¡Teppei lo ha conseguido!» «Yatta ze Teppei tonbo kenpō!» (やったぜ鉄兵トンボ剣法!) | 27 de marzo de 1978      |